# ハインリヒ・アウグスト・フォン・ホーエンローエ＝インゲルフィンゲン
ハインリヒ・アウグスト・フォン・ホーエンローエ＝インゲルフィンゲン帝国伯（ドイツ語: Heinrich August von Hohenlohe-Ingelfingen、1715年7月10日 - 1796年2月13日）は、神聖ローマ帝国の貴族、軍人。最終階級は陸軍元帥。ホーエンローエ家の当主を担った。

## 経歴
1715年7月10日、父クリスティアン・クラフト・ツー・ホーエンローエ＝インゲルフィンゲン（1668年 - 1743年）と、母マリア・カタリナ・フォン・ホーエンローエ＝プフェーデルバッハ（1680年 - 1761年）の下に生まれた。幼少期、家庭教師による私的な教育を受け、ジュネーヴで残りの教育を修めた。グランドツアーの最中、多くの農園を回っている。その後、ザクセンで兵役に就いたが、短期間でフランケンへ移った。フランケンでは砲兵大将まで昇進し、次いで帝国の陸軍元帥となった。1740年、ライン川での戦役に従軍。
父の死後は、ホーエンローエ家の領地は兄弟と共同で統治するようになった。七年戦争が勃発すると、彼は神聖ローマ帝国軍の元帥として従軍している。ピルナ包囲戦ではライプツィヒで指揮官を務めていたが、帝国側が敗北を喫したため、彼はプロイセン王国に投降せざるを得なかった。降伏後はマクデブルクで家族とともに拘禁されている。その後、フベルトゥスブルク条約の締結で戦争は終結し、インゲルフィンゲンへの帰郷を果たした。
彼は帝国に対する忠誠を評価され、彼の兄弟とともに神聖ローマ皇帝フランツ1世の寵愛を受けている。

## 子女
彼は1743年にヴィルヘルミネ・エレオノラ・フォン・ホーエンローエ＝エーリンゲンと結婚し、8人の子を儲けた。
- フリードリヒ・ルートヴィヒ（1746年1月31日 - 1818年2月15日）:プロイセン陸軍歩兵大将
- ゾフィー・フリーデリケ（1747年5月1日 - 1762年12月21日）
- カロリーネ・ヘンリエッテ・アルベルティーネ（1748年9月11日 - 1762年11月6日）
- ルイゼ・シャルロッテ・アマーリエ（1750年6月20日 - 1754年8月18日）
- フリードリヒ・カール・ヴィルヘルム（ドイツ語版）（1752年2月26日 - 1815年6月16日）:帝国副元帥
- クリスティアン・フリードリヒ・アウグスト（1755年3月17日 - 1761年4月11日）
- ゲオルク・フリードリヒ・ハインリヒ（ドイツ語版）（1757年11月10日 - 1803年12月11日）:プロイセン陸軍少将
- ゾフィー・クリスティアーネ・ルイゼ（1762年10月10日 - 1831年4月29日）